# Municipio de Haslett
Haslett Township es una subdivisión territorial del condado de Gates, Carolina del Norte, Estados Unidos. Según el censo de 2020, tiene una población de 2249 habitantes.
Es una subdivisión exclusivamente geográfica, puesto que el estado de Carolina del Norte no utiliza la herramienta de los townships como municipios.

## Geografía
Está ubicada en las coordenadas 36°31′13″N 76°42′21″O / 36.52028, -76.70583 (36.520299, -76.705729).